# Basutodon
Basutodon là một chi archosauria rauisuchia từ cuối Carnia-đầu Noria của Trias muộn tại thành hệ Lower Elliot của Lesotho.